# Cheval au Ghana
La présence du cheval au Ghana est attestée dès le Moyen Âge, puis plus récemment liée à la colonisation anglaise, qui entraîne l'importation des courses hippiques et du polo dans la colonie de Côte-de-l'Or, pratiques conservées jusqu'à nos jours. L'équitation de loisir semble rare. Il n'existe pas de race de chevaux proprement ghanéenne, mais des croisements réputés entre souches d'origines occidentales et locales.  
La culture du nord du pays associe le cheval à un symbole de pouvoir. 

## Histoire
D'après Al-Bakri (XIe siècle), le cheval ghanéen de son époque est « d'une très petite taille » et n'existe qu'à la cour du roi. L'usage du cheval sur le territoire ghanéen actuel semble avoir été importé par les Dioulas, qui en faisaient vraisemblablement un signe de distinction sociale. Les régions du Nord du Ghana, peuplées par les Mamprusis, Dagombas et Nanumbas, se distinguent par l'usage du cheval comme animal militaire.
Les colons Anglais ont importé leurs pratiques dans la colonie de Côte-de-l'Or, en particulier les courses et le polo. En 1925 est fondé le Accra Turf Club, qui reçoit notamment la visite du prince de Galles. Nii Larbi Mensah II (1912-1969) possède des écuries à son nom, pratique l'équitation et embauche des jockeys : certains d'entre eux participent aux premières courses hippiques du Ghana sur l'hippodrome de Kumasi, à son ouverture au milieu des années 1950. En 1963 est publié le Horse Racing Commission Act. Ces pratiques issues d'un héritage colonial sont ensuite conservées par Jerry Rawlings, qui est un passionné de polo.

## Pratiques

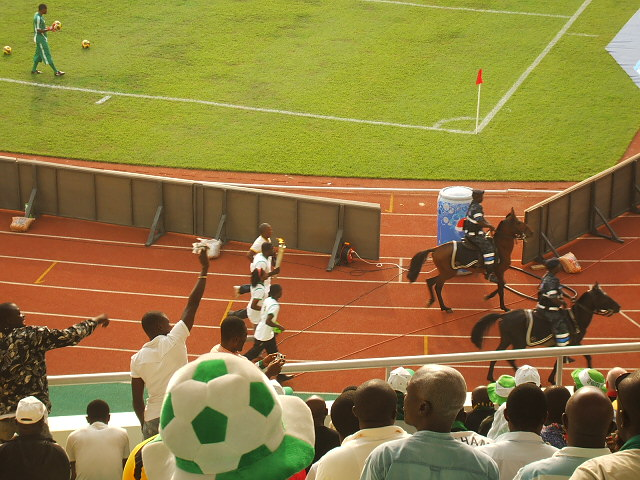
Cavalerie d'honneur lors de la Coupe des Nations africaine en 2008, à Sékondi.

La capitale ghanéenne Accra dispose d'un hippodrome. En plus de l'Accra Turf Club actif en 1964, il existe à cette époque l'Ashanti Turf Club Limited et le Ghana Turf Club Limited.
D'après le cavalier et éditeur français Jean-Louis Gouraud, les centres équestres sont rares au Ghana.

## Élevage

Cavalier ghanéen sur un cheval de type occidental.

Les courses d'Accra permettent l'élevage de chevaux aux origines anglaises, italiennes et australiennes. Croisées aux étalons locaux, les juments d'origine occidentale donnent des montures très recherchées par les centres équestres et dans des pays voisins ou plus lointains, tels que le Bénin. 
Les éleveurs de chevaux du Nord du Ghana brûlent une grande quantité de bouse de vache près de leurs chevaux, parfois sur trois côtés, car cela dégage une grande quantité de fumée qui éloigne la mouche tsé-tsé. 
Les animaux sont vraisemblablement souvent victimes de dermatophilose, mais l'impact de cette pathologie sur l'élevage équin n'est pas connu.

## Culture
Le cheval reste un important symbole de pouvoir dans le Nord du Ghana. Le mot dioula pour désigner le cheval, « oponko », provient des Mandé. 
Un conte ghanéen parle d'un cheval qui ne hennissait que le vendredi, dont le cri était tel le son d'une tornade, et dont le roi était très fier. 